# キミとおやすみ
『キミとおやすみ』は、まつもと剛志による日本の4コマ漫画。『ヤングアニマル』（白泉社）誌上で2009年No.24から2012年No.10まで連載された。

## 概要
小学校を舞台に予知夢の能力を持ったみっこ先生を中心とした心温まるエピソードがふんだんに詰まったハートフルコメディ4コマ漫画。作者らしく毒のない作風であり、ほっこりした印象ながらインパクトの強いネタが織り込まれている。単行本は全3巻。

## 登場人物
三枝未来子
通称「みっこ（先生）」の小学校の先生。3年1組の担任。水泳部の顧問もしている。まだまだ頼りないところはあるけれど、生徒達から愛され、そして生徒達を愛している。また、教師達からの人気も高い。
予知夢を見る能力を持っており、周囲もまたそれを知っている。近くで寝ることでその予知夢を他人と共有することもできる。ただし、予知夢のコントロールは出来ない様子。
ドジなところもあり、運動神経も無い方。跳び箱も6段が当初は飛べなかった。
料理は出来るが、朝が弱いため朝食は誠が作っている。
誠とは「それなりの仲」だが、教師という立場のため周囲には秘密。同棲もしているのだが、その事実を知っているのは2人と同居しているマリーのみ。
誰に対しても（相手が生徒でも）丁寧語で話す。
食べることが好きだが、特にドーナツを好むシーンが多く描かれる。絵が凄く下手。
モルモットが大好きで「モル男」と「モット」を飼っている。
沖田誠
通称「まこちゃん（先生）」の小学校の先生。3年2組の担任。同僚のみっことは「それなりの仲」であり同棲中。女子、特に年上の女子に人気がある。熱血教師で、それがため空回りすることもある。
周りの人間の個性が強いため、被害に遭うことも多い。
カメ好きなのだが、カメアレルギー。
芳永先生
みっこの小学校の頃の恩師であり、現在は教頭をしている。
優しく、時に厳しくみっこを導いており、彼女が最も信頼する1人。彼女もまたみっこを大切に思っている。
校長のかつての教え子でその校長に想いを寄せており、当初はそれを隠していたが徐々にその距離が近づいている。
仕事の面で非常に優秀だが、料理などの家庭的なスキルも高い。また、幼少期はマリー以上の天才児であり、その頃には大学に行っていた。そのため、みっこの担任をしていた時点で実は15歳で、物語開始時点で29歳。
実は少女趣味なところもあり、そのことは隠しているがみっことマリーにはすっかりバレてしまった。
お酒を飲むと泣き上戸。花粉症持ち。
マリー緒方
アメリカから交換留学でやって来た少女。誠が父に連れられて世界を旅していた際にお世話になった教授の娘であり、誠の父が勝手に結んだ誠との結婚の約束を今も信じている。ホームステイ先がみっこの家になったことでみっこと誠の関係を知ることになる。
日本のオタク文化の猛烈なファン。BL脳でもある。夏のイベントにも同人誌を出している。
既に高校課程を修了している天才少女。ただし、運動と図工は苦手。
実はCIAの指令で能力者をスカウトするために近づいていた。当初はそれを言えずにいたが、ふとしたことからその秘密が周知の事実となって以降はオープンに予知夢の調査を行っている。
校長先生
大らかで何事にも肯定的な先生。
教師を採用する際は「キャラ重視」のため、学校にはキャラの濃い教師が集まる。芳永先生といい雰囲気である描写が増える。
乗り物酔い体質。カメ好きであり、その点で誠と意気投合する。
鈴鳴虎次
校長先生に「キャラ重視」で採用され、学年主任をしている先生。3年3組の担任でもある。校長曰く「あんなにもうすっぺらい人間を 私は見たことが無い…」。
自称イタリア人で、愛称は「ベルトラージ」（これも自称）。常にイタリア人らしく振舞いたがり、その言動は周囲が理解できないものが多い。だが、イタリアに行ったことはない。
金剛地先生
見た目はごつくてサングラスをかけているけれど、心優しい家庭科の先生。隠れみっこファン。
間宮倫太郎
3年1組の学級委員の男子。マリーが来るまではクラスで一番だった。
小学生ながらラノベ作家をしている。
マリーをライバル視しながらも女子として意識している。
自宅が貧乏で両親が忙しいため、家事もこなしている様子。弟と妹がいる。
川上奈緒子
図書委員で、絵が上手い。
大人しい性格ではあるが、時々（自覚は無いが）爆弾発言をする一面もある。虎次が好きであり、同じく虎次に好意を寄せるシェリーに対抗意識を燃やしている。
シェリー緒方
マリーの姉。陸軍で軍医をしていた。保健医（養護教諭?）としてみっこたちの学校へやって来た。
当初は誠に好意を抱いていたがみっこと付き合っていることを知り、その矛先を虎次へと移した。そのため本人の気が付かないうちに奈緒子のジェラシーを買っている。
実はイタリアの血が入っているらしい。何かしらの任務で日本に来ている様子。

## 単行本
- まつもと剛志『キミとおやすみ』 白泉社〈JET COMICS〉、全3巻
  1. 第1巻 2010年12月29日発行、2010年12月24日発売 ISBN 978-4-592-14771-8
  2. 第2巻 2011年12月5日発行、2011年11月29日発売 ISBN 978-4-592-14772-5
  3. 第3巻 2012年8月5日発行、2012年7月27日発売 ISBN 978-4-592-14773-2